# Martin Szekely
Pour les articles homonymes, voir Szekely.

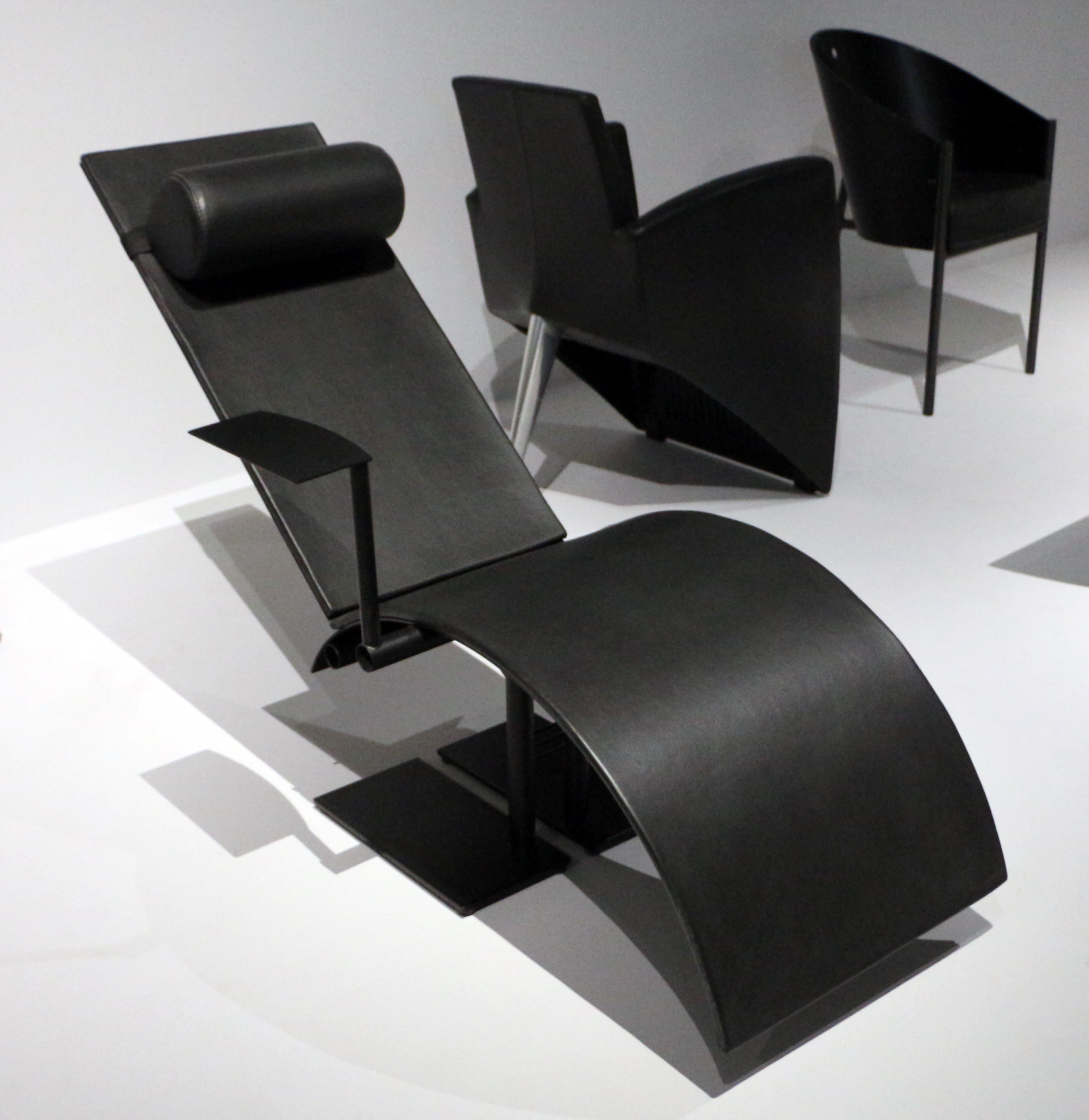
Chaise longue Pi (1982-83) par Martin Szekely, Musée national d'art moderne, Paris

Martin Szekely, né le 22 avril 1956 à Paris, est un designer français.

## Biographie
Martin Szekely est le fils de la céramiste Vera Székely et du sculpteur Pierre Székely, tous deux immigrés hongrois. Il suit les cours de l'École Boulle et l'École Estienne et est diplômé en gravure. Il commence à se faire remarquer du public avec la chaise longue Pi en 1982. Depuis, il multiplie à la fois les collaborations avec des éditeurs de design comme la galerie Neotu, la galerie Kreo ou Domeau & Pérès, et avec des industriels comme Perrier, Heineken, JCDecaux ou Électricité de France.
Peu connu du grand public, certains des objets qu'il a dessinés ont pourtant touché un très large public comme le verre Perrier fabriqué à 20 millions d'exemplaires[réf. nécessaire]. Ses créations plus confidentielles, sont en revanche, très prisées des collectionneurs d'art contemporain, dont Azzedine Alaïa.
Il est consacré Créateur de l’année du Salon du meuble de Paris en 1987, et honoré en 1999 du prix Alfred Dunhill « Homme remarquable de l’année ». Ces créations font partie des collections de plusieurs musées importants comme le musée des Arts décoratifs, le MoMA ou le Mudam. En 2011, le centre Pompidou lui consacre une exposition intitulée ne plus dessiner. En 2018, le Musée des arts décoratifs et du design de Bordeaux l'invite à exposer une quarantaine d’œuvres réalisées ces vingt dernières années (1981 et 2018), dont une construite pour l'occasion intitulée The Drawers and I. L'exposition a lieu dans l'ancienne prison située derrière l'hôtel de Lalande jusqu'au 16 septembre 2018.

## Son style
La singularité du travail de Martin Szekely est de rechercher la plus simple expression possible de l’objet, tout en répondant aux priorités fonctionnelles : « Mon souhait est de créer des lieux communs, au sens universel. C'est-à-dire des produits compréhensibles par tous [...] Ce qui m'intéresse, c'est de créer des objets qui ne soient pas des images et qui invitent à l'usage. Ils s'oublient, car ils ne sont jamais démonstratifs. »
Ainsi, à propos de sa création Des étagères, il déclare « l'étagère a sa propre loi, dictée par la spécificité fonctionnelle d'un mode d'assemblage et non par un choix de composition soumis à des codes esthétiques. » Il en résulte un design simple et pur, un design qui s'efface derrière la fonction.

## Réalisations marquantes

### Mobilier
- Collection Pi (1982-1985)[1], Galerie Neotu
- Meuble Presse-papier (1986), Galerie Neotu
- L'Armoire (1999), Galerie kreo
- Fauteuil love seat du cinéma MK2 Bibliothèque (2000)
- Black Mirror One (2007) Galerie kreo[11]

### Design: créations pour les marques
- Verre pour Perrier (1996)[2]
- Couverts Ténéré pour Christofle (2003)
- Relookage des flacons des eaux parfumées Roger & Gallet (Yves Saint Laurent Beauté, 2007)
- Seaux à champagne pour Dom Pérignon
- Pendentif Symbole pour Hermès
- Cadre photo numérique miroir et wifi Specchio pour (Parrot_SA, 2008)
- Stylo bille Pompidou pour S.T. Dupont (2011)

### Design industriel
- Mobilier urbain pour JCDecaux
- Interrupteurs pour Legrand
- Pylône électrique pour Transel/EDF
- Vitraux pour le centre d'art Les Églises à Chelles[12]

### Expositions
- "Martin Szekely - Marie France Schneider" (Galerie MERCIER ET ASSOCIES, Paris 20ème, 5/10/2022 - 17/12/2022). Rémi Gerbeau et Jean-Philippe Mercier consacrent un deuxième volet aux " meubles attentionnés " de Martin Szekely, gourou du minimalisme, à travers ses premières grandes commandes, dont celle pour l'appartement parisien de Marie France Schneider, architecte et collectionneuse d'art française[13].
- "Martin Szekely, Début" (Galerie MERCIER ET ASSOCIES, Paris 20ème, 5/12/2020 - 27/02/2021) Exposition organisée par Rémi Gerbeau et Jean-Philippe Mercier, dédiée au début de carrière du designer, avec une scénographie de l'artiste Bruno Rousseaud[14].

## Ouvrages
- Élisabeth Lebovici, Martin Szekely, Martin Szekely, Dijon, France, JRP Ringier, 2010, 252 p., 272 p., 171 ill. coul. et 13 ill. n&b (ISBN 978-3-03764-098-2)
- Françoise Guichon, Martin Szekely, Philippe-Alain Michaud, Martin Szekely. Ne plus dessiner (éditions B42, Paris, 2012)  (ISBN 9782917855263)
- Artefact, Map, Manière Noire, Far, tome II (éditions B42, Paris 2017)  (ISBN 9782917855836)
- Construction, tome III (éditions B42, Paris, 2017)  (ISBN 9782917855836)
- Intérieurs. Les années 1980-1990, tome IV (éditions B42, Paris, 2019)  (ISBN 9782490077052)
- Villa Greystones, tome V (éditions B42, Paris, 2019)  (ISBN 9782490077069)